# Jijel

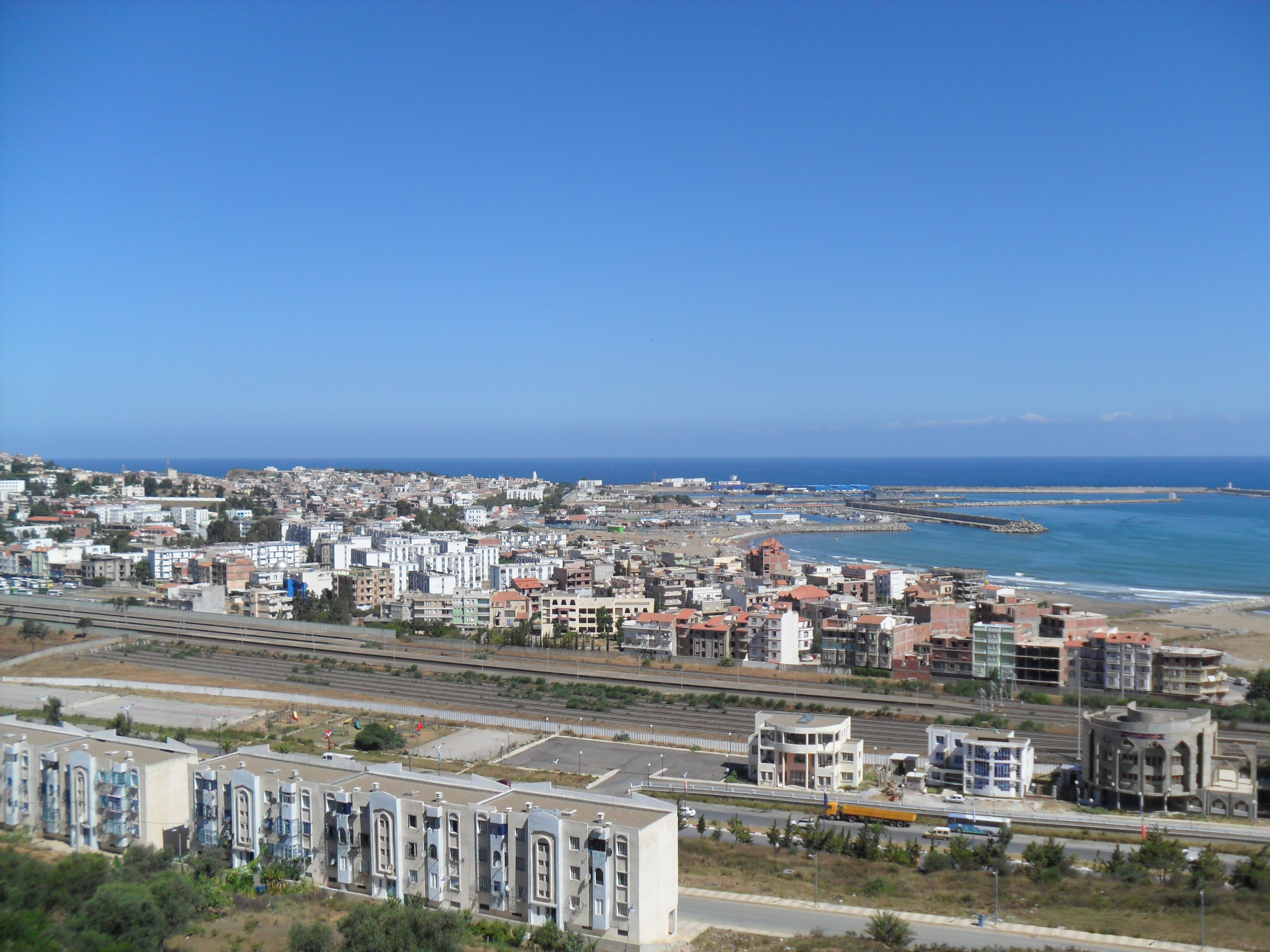
Blick über die Stadt

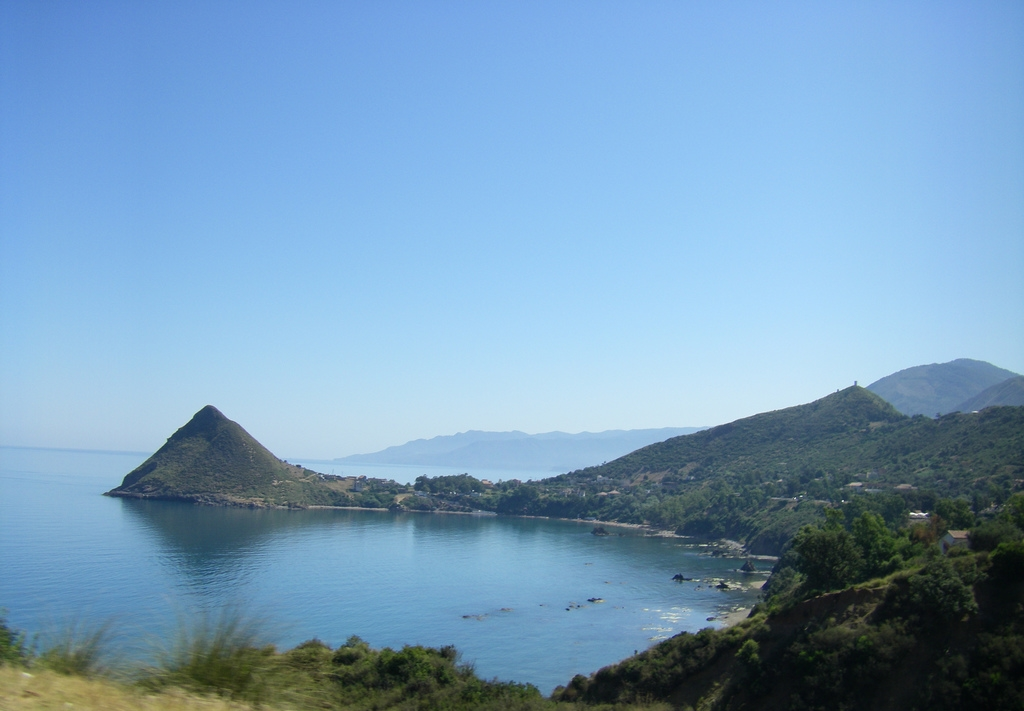
Corniche bei Jijel

Jijel (in der Kolonialzeit Djijelli; arabisch جيجل Dschidschal, DMG Ǧīǧal, tamazight ⴶⵉⴶⴻⵍ Jijel) ist eine Hafenstadt im Nordosten von Algerien mit 131.513 Einwohnern (2008) und Hauptstadt der Provinz Jijel. Jijel zählt zu den 20 größten Städten Algeriens.

## Geografie
Jijel ist eine Hafenstadt am Mittelmeer. Die Stadt begrenzt den Osten der kleinen Kabylei. Der Taza National Park liegt etwa 30 Kilometer entfernt.

## Geschichte
In der Antike war Jijel unter dem Namen Igilgili ein karthagisches, später ein römisches Handelszentrum. Während der Völkerwanderung wurde es von den Vandalen eingenommen, im Mittelalter wechselte es zwischen Byzantinern, Arabern, Genuesern und im 16. Jahrhundert nutzte es der osmanische Admiral (Kaptan-ı Derya) und Korsar Chair ed-Din.
1664 versuchten die Franzosen und Malteserritter hier einen Stützpunkt gegen die Berberpiraten zu errichten, wurden aber noch im gleichen Jahr zum Rückzug gezwungen.
1856 wurde die ursprüngliche Stadt bei einem Erdbeben völlig zerstört, und daraufhin neu aufgebaut.
Nachdem Émile Morinaud, der rechtsextreme Bürgermeister von Constantine, 1935 seines dortigen Amtes verlustig gegangen war und seine erneute Kandidatur 1938 scheiterte, wurde er vom Vichy-Regime in Jijel als Bürgermeister eingesetzt. 1945 wurde er in den Gemeinderat von Jijel versetzt.
Von 1954 bis 1962 währte der Algerienkrieg. Bis zum Kriegsende und der Unabhängigkeit gehörte die Stadt zum 1956 neu eingeteilten französischen Verwaltungsgebiet Wilaya 2.
Während des Guerillakrieges der Islamischen Heilsfront in den 1990er Jahren kam es in Jijel zu vielen Anschlägen. In den letzten Jahren hat sich die Stadt jedoch besonders inländischen Touristen geöffnet, die vermehrt ihren Urlaub dort aufgrund der zahlreichen Strände verbringen und die besonders aus den nah gelegenen Städten wie Bejaia (90 km), Sétif (135 km) und Constantine (150 km) kommen.

## Wirtschaft und Infrastruktur
Bekannt ist Jijel aufgrund seiner Korkproduktion, Lederbearbeitung und Stahlherstellung. Zudem werden Zitrusfrüchte und Getreide angebaut. Fischerei hat ebenfalls aufgrund der Nähe zum Mittelmeer einen hohen Stellenwert. Durch den drittgrößten Hafen des Landes und den nahen Flughafen gibt es einen regen internationalen Export dieser Produkte. Der Tourismus hat immer mehr an Bedeutung gewonnen.
Jijel ist eine moderne Stadt mit breiten, von Bäumen gesäumten Straßen. Neben der Provinzverwaltung befinden sich hier auch eine Universität, ein Krankenhaus, eine Moschee und eine katholische Kirche.

## Verkehr
- Der Flughafen Ferhat Abbas (Aéroport international de Jijel – Ferhat Abbas) liegt 14 km östlich der Stadt.
- Der Hafen von Jijel ist der drittgrößte des Landes.

## Persönlichkeiten
Söhne und Töchter
- Émile Bouichère (1861–1895), französischer Organist
- Mohamed Seddik Benyahia (1932–1982), algerischer Politiker und Diplomat
- Louisa Hanoune (* 1954), Parteichefin der Algerischen Arbeiterpartei (Parti des travailleurs, PT), nahm 2004 als erste Frau an einer Präsidentschaftswahl in Algerien teil
- Antar Zerguelaïne (* 1985), Mittelstreckenläufer
- Hicham Bouchicha (* 1989), Leichtathlet
- Abdelmalik Lahoulou (* 1992), Leichtathlet
- Bilal Tabti (* 1993), Leichtathlet